# Косів Василь Михайлович
Василь Михайлович Косів (нар. 27 липня 1973, м. Львів) — український графік, науковець, організатор освіти, доктор мистецтвознавства (2019).
Ректор Львівської національної академії мистецтв (із 27 серпня 2022).

## Життєпис
Василь Косів народився 27 липня 1973 року у Львові в родині дисидента Михайла Васильовича Косіва та його дружини Марії Антонівни. Мав молодшу сестру Ганну (1976—2019).
Закінчив Львівську художню школу імені Олекси Новаківського (1988, з відзнакою), Львівське училище прикладного мистецтва імені Івана Труша (1992, з відзнакою), Львівську академію мистецтв (1998, з відзнакою).
Працював викладачем, старшим викладачем (1998—2005), завідувачем (2003—2013, від 2006 за сумісництвом), від 2005 — доцент катедри графічного дизайну Львівської національної академії мистецтв; гостьовим викладачем Університету штату Канзас, гостьовим дослідником у Національному музеї дизайну в Нью-Йорку (2003—2004, США); гостьовим лектором маґістерської програми з культурології Львівського національного університету імені Івана Франка (2004—2006); заступником (2006—2013, з гуманітарних питань), від 2013 — позаштатний радник міського голови Львова; гостьовим дослідником у Колумбійському університеті (2015—2016); гостьовим професором катедри україністики Варшавського університету (2021).
Член Науково-методичної комісії з культури і мистецтва Міністерства освіти і науки України (2019).
Із 27 серпня 2022 року є ректором Львівської національної академії мистецтв.

### Наукова діяльність
2003 року захистив кандидатську дисертацію в Харківській державній академії дизайну і мистецтв.
2019 року захистив докторську дисертацію у Київському національному університеті технологій та дизайну. Монографія «Українська ідентичність у графічному дизайні 1945–1989 років» одержала ґранпрі Львівського книжкового форуму 2019 р., ґран-прі Всеукраїнського рейтингу «Книжка року 2019», а також увійшла до «Топ-100 знакових книжок Нашої Незалежності» Українського інституту книги.
Стипендіат програми Фулбрайта для молодих викладачів (2003—2004), програми Фулбрайта на наукові дослідження (2015—2016, Колумбійський університет у Нью-Йорку); ґранти Програми підтримки вищої освіти (HESP) та Інституту відкритого суспільства (OSI) (2004—2007), Європейського Союзу (програма PO WER) на викладання у Варшавському університеті (2021).
Сфери діяльності: графічний дизайн, фотографія і наукові дослідження, мав дві персональні виставки.

## Творчість
Учасник мистецьких виставок від кінця 1990-х рр. Персональні виставки в місті Львові (2001—2002).
Автор серій фотографіки — «Квіти на день міста» (2001), «По той бік досяжності» (2002). Деякі роботи зберігаються в Національному музеї дизайну в Нью-Йорку (США), Музеї дизайну в Цюриху, Моравської галереї в Брно (Чехія).